# 3687 Dzus
A 3687 Dzus (ideiglenes jelöléssel A908 TC) a Naprendszer kisbolygóövében található aszteroida. A. Kopff fedezte fel 1908. október 7-én.